# Constantin Dăscălescu
Constantin Dăscălescu (2. července 1923 Breaza – 15. května 2003 Bukurešť) byl rumunský komunistický politik, který byl 52. předsedou vlády Rumunska, od roku 1982 až do pádu režimu v roce 1989.

## Život
Původně byl soustružník. V roce 1945 vstoupil do Komunistické strany Rumunska. Od roku 1949 studoval na stranické škole v Ploješti, na Akademii ekonomických studií v Bukurešti (Academia Ștefan Gheorghiu) a poté na Vyšší stranické škole při Ústředním výboru KSSS v Moskvě, kde absolvoval v roce 1962. Byl poté ředitelem stranické školy v Ploješti a působil jako tajemník pro organizační záležitosti v župě Ploješť (1956-1959) a poté v župě Galaţi (1962-1965). V roce 1965 byl povýšen na prvního tajemníka župní organizace Rumunské komunistické strany (1965-1974) a v témže roce byl zvolen poslancem národního shromáždění.
V roce 1965 byl zvolen členem ústředního výboru strany a v roce 1969 si ho všiml Ceauşescu, když Dăscălescu osobně zaútočil na Gheorghe Apostola, jednoho z politických veteránů, kterého chtěl Ceauşescu odstranit z vedení. S mocenským vzestupem Ceauşescua stoupal poté i Dăscălescu. V roce 1976 se stal tajemníkem Ústředního výboru strany, v březnu 1978 byl zvolen členem výkonného výboru, působil též jako prezident Svazu zemědělských výrobních družstev (1976-1978), předseda Rady hospodářské a sociální organizace (1978-1982) a první místopředseda Nejvyšší rady pro hospodářský a sociální rozvoj (1982-1989). Dne 21. května 1982 byl jmenován předsedou vlády Rumunské socialistické republiky, když nahradil Ilieho Verdeta, kterému se nepodařilo reformovat ekonomiku. Jako premiér neměl Dascalescu žádnou skutečnou moc, vládu fakticky řídila Ceauşescuova manželka. Držel se v přízni vůdce tím, že podporoval Ceauşescovy kontroverzní metody reorganizace státního dluhu. Je považován za nejloajálnějšího z premiérů, kteří během 24 leté Ceauşescuovy diktatury pod ním sloužili.
Dne 20. prosince 1989 byl spolu s Emilem Bobuem vyslán Elenou Ceaușescuovou do Temešváru, aby vedl dialog s revolucionáři. Nepřijal jejich požadavky a vrátil se do Bukurešti, kde zůstal v budově Ústředního výboru, kde ho pak revolucionáři našli, když sídlo strany obsadili. Rezignoval na jejich žádost 22. prosince 1989, jeho posledním činem ve funkci předsedy vlády byl podpis dekretu o propuštění všech politických vězňů a osob zatčených po protikomunistických demonstracích.
V roce 1990 byl postaven před soud. Původně byl obviněn z genocidy, ale právní kvalifikace byla později změněna na zvláště závažnou vraždu. V roce 1991 byl odsouzen na doživotí. Po pěti letech byl propuštěn ze zdravotních důvodů. Věznění snášel těžce, měl záchvaty, při nichž mlátil hlavou o radiátor a stěny. Poslední roky svého života prožil v ústraní.